# Ottaviano de Médicis
Ottaviano de Médicis ( 14 juillet 1484 – 28 mai 1546 ) est le premier seigneur d'Ottaviano et le père du pape Léon XI.

## Biographie
Fils de Laurent de Médicis et de son épouse, Caterina de Nerli, il appartient à la maison de Médicis.
Il se mit au service de son cousin Cosme Ier de Toscane qui lui permit d'accéder à plusieurs charges majeures. En 1531, il devint gonfalonnier de justice et l'année suivante il accéda au rang de sénateur,.
En 1518, il épouse Bartolomea Giugni dont ;
- Bernardet de Médicis (it)
- Constance

Après la mort de Bartolomea, il épouse Francesca Salviati dont ;
- Leone
- Léon XI